# مقاطعة إليس (أوكلاهوما)
مقاطعة إليس (بالإنجليزية: Ellis County)‏ هي إحدى مقاطعات ولاية أوكلاهوما في الولايات المتحدة الأمريكية.